# Polydrusini
Polydrusini o Polydrosini es una tribu de insectos coleópteros curculiónidos de la subfamilia Entiminae.  

## Géneros
- Apodrosus – Auchmeresthes – Bremondiscytropus – Cautoderus – Gobidrusus – Homapterus – Liophloeus – Pachyrhinus – Polydrosodes – Polydrusus – Pythis – Rungsythropus – Sciadrusus – Sitonapterus